# Castrillo-Tejeriego
Castrillo-Tejeriego település Spanyolországban, Valladolid tartományban. Castrillo-Tejeriego Olivares de Duero, Villavaquerín, Piña de Esgueva, Esguevillas de Esgueva, Villafuerte de Esgueva és Valbuena de Duero községekkel határos. Lakosainak száma 152 fő (2024).

## Népesség
A település népessége az utóbbi években az alábbiak szerint változott:
| Lakosok száma | 254  | 232  | 208  | 212  | 197  | 194  | 184  | 171  | 161  | 152  |
|               | 2001 | 2004 | 2007 | 2009 | 2012 | 2014 | 2017 | 2019 | 2022 | 2024 |